# Cvjatko Barčovski
Cvjatko Barčovski (in bulgaro Цвятко Барчовски?; Sofia, 28 marzo 1934 – 18 luglio 2019) è stato un cestista e allenatore di pallacanestro bulgaro.
È stato il marito di Vanja Vojnova ed era il padre di Rosen Barčovski.

## Carriera
Con la Bulgaria ha disputato i Giochi olimpici di Melbourne 1956 e tre edizioni dei Campionati europei (1955, 1957, 1967).